# Tortula grandiretis
Tortula grandiretis är en bladmossart som beskrevs av Brotherus 1929. Tortula grandiretis ingår i släktet tussmossor, och familjen Pottiaceae. Inga underarter finns listade i Catalogue of Life.